# سقيل
قرية سقيل هي إحدى القرى التابعة لمركز أوسيم في محافظة الجيزة في جمهورية مصر العربية. حسب إحصاءات سنة 2006، بلغ إجمالي السكان في سقيل 16022 نسمة، منهم 8252 رجل و7770 امرأة.

## التاريخ
قرية سقيل من القرى القديمة، فقد ذكرها الأسعد بن مماتي في قوانين الدواوين ضمن الأعمال الجيزية، وفي تحفة الإرشاد، وفي التحفة السنية لابن الجيعان أعمال الجيزية باسم «صقيل»، وفي تاريخ سنة 1228هـ/1813م باسمها الحالي.